# 塞韦里诺·里戈尼
塞韦里诺·里戈尼（義大利語：Severino Rigoni，1914年10月3日—1992年12月14日），意大利男子自行车运动员。他曾代表意大利参加1936年夏季奥林匹克运动会自行车比赛，获得男子团体追逐赛银牌。